# Michael Johnson (Leichtathlet)
Michael Duane Johnson (* 13. September 1967 in Dallas) ist ein ehemaliger US-amerikanischer Leichtathlet mit vier Olympiasiegen und acht Weltmeistertiteln über die Strecken 200 Meter und 400 Meter.
Zwischen 1993 und 1999 gelang Johnson über die 400 Meter eine bis heute einmalige Erfolgsserie, als er bei allen vier Weltmeisterschaften den Titel erringen konnte. Darüber hinaus gewann er auf dieser Strecke auch bei den Olympischen Spielen 1996 und 2000 jeweils die Goldmedaille.

## Karriere

### Frühe Erfolge
Michael Johnson graduierte 1990 an der Baylor University in Texas, wo er Marketing studierte. Dort lernte er seinen Trainer Clyde Hart kennen, der ihn bis zu seinem Karriereende betreute. Während seines Studiums gewann Johnson mehrere Medaillen bei den NCAA-Meisterschaften. Im gleichen Jahr gelang ihm der Sprung an die Weltspitze, als er während der gesamten Saison über die 200 Meter ungeschlagen blieb. Dabei erzielte er am 16. Juni mit 19,90 s das erste Mal eine Zeit unter 20 Sekunden. Am Saisonende führte er schließlich mit 19,85 s die Jahresweltbestenliste an und belegte mit einer Zeit von 44,21 s über die doppelte Distanz Platz drei.
Bei den Weltmeisterschaften in Tokio ein Jahr später gewann Johnson über die 200 Meter die Goldmedaille. Mit 20,01 s distanzierte er dabei den Zweitplatzierten Frank Fredericks (Namibia) um mehr als drei Zehntelsekunden. Für die im darauffolgenden Jahr stattfindenden Olympischen Spiele in Barcelona galt Johnson als Anwärter auf die Goldmedaille.
Am 9. Juni 1992 musste Johnson in Rom gegen Frank Fredericks seit über zwei Jahren in einem 200-Meter-Rennen wieder eine Niederlage einstecken. Trotzdem galt der US-Amerikaner weiterhin als der Topfavorit auf den Olympiasieg, nicht zuletzt durch seinen überzeugenden Auftritt bei den nationalen Ausscheidungskämpfen knapp drei Wochen später. Doch unmittelbar vor den Olympischen Spielen erkrankte Johnson an einer Lebensmittelvergiftung, in deren Folge er stark an Gewicht verlor. Aufgrund der dadurch eingelegten Zwangspause trat Johnson in Barcelona nicht in Bestform an und verpasste den Endlauf über 200 Meter. Als Trost gewann er mit der 4-mal-400-Meter-Staffel zumindest eine olympische Goldmedaille. In der Besetzung Andrew Valmon, Quincy Watts, Johnson, Steve Lewis lief dabei das Quartett eine Zeit von 2:55,74 min, was einen neuen Weltrekord bedeutete.

### Die Ära Johnson
1993 startete Johnson bei den Weltmeisterschaften in Stuttgart nur über die 400 Meter. Auch über diese Strecke galt er als Topfavorit, da er bei den US-Ausscheidungen mit 43,74 s eine Weltklassezeit lief. Schon ein Jahr zuvor sorgte Johnson über die Stadionrunde für Aufsehen, als er in London erstmals unter 44 Sekunden blieb. Damit war er weltweit erst der siebte Läufer, dem dieses gelang. In Stuttgart wurde Johnson seiner Favoritenrolle gerecht und gewann seine erste Goldmedaille über 400 Meter. Er verbesserte dabei erneut seine Bestzeit auf 43,65 s. Außerdem gewann er wie schon ein Jahr zuvor in Barcelona die Goldmedaille mit der 4-mal-400-Meter-Staffel. In einer im Vergleich zu Barcelona leicht veränderten Besetzung (Andrew Valmon, Quincy Watts, Harry Reynolds, Johnson) stellte das US-Team wiederum einen neuen, heute (Stand: 18. Juli 2024) noch geltenden Weltrekord von 2:54,29 min auf.

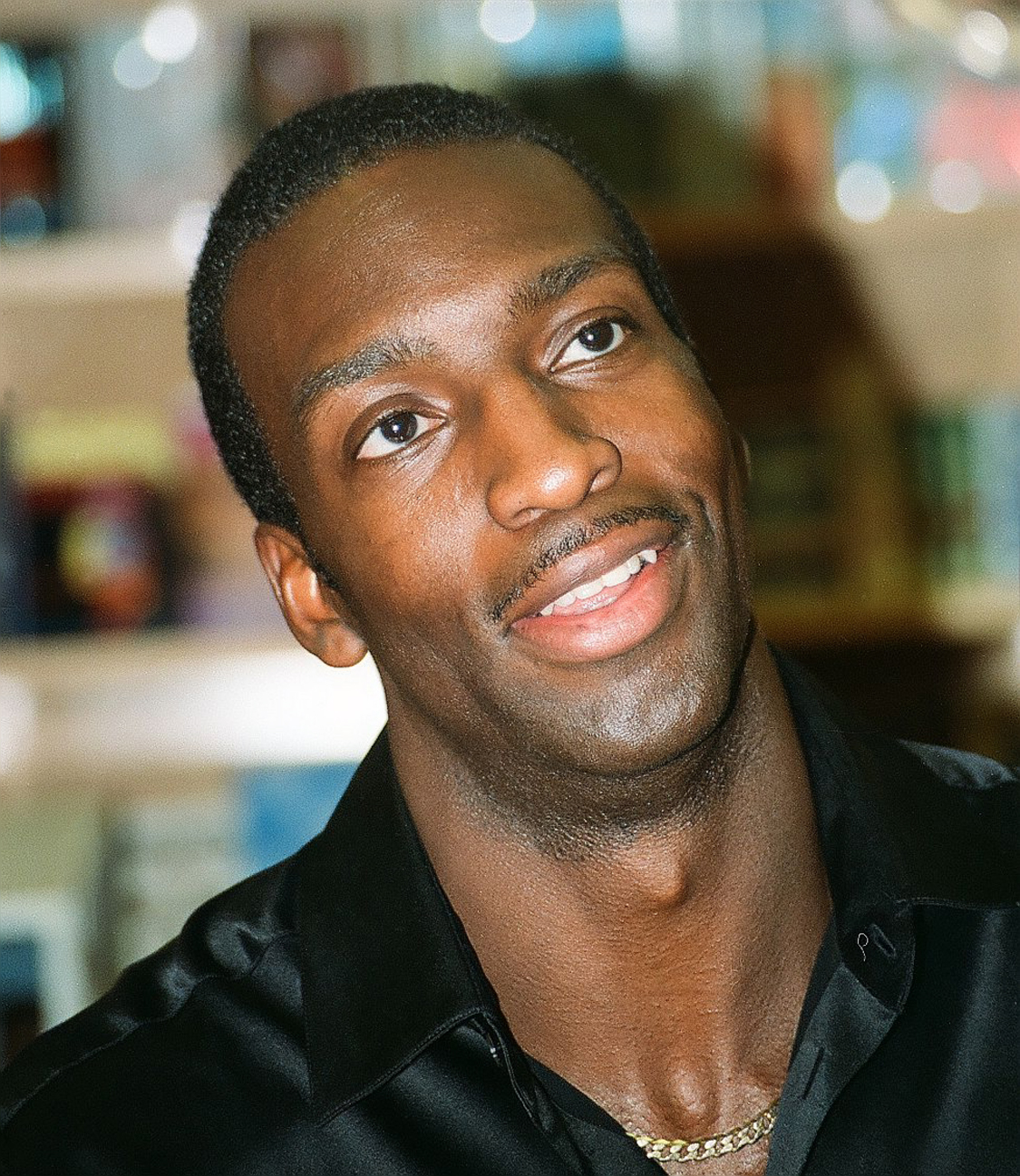
Johnson (1995)

Bei den Weltmeisterschaften in Göteborg zwei Jahre später konnte Michael Johnson seinen Triumph von Stuttgart sogar übertreffen, als er neben seinen Siegen über die 400 Meter sowie in der 4-mal-400-Meter-Staffel auch noch Gold über die 200 Meter holte. Über 400 Meter näherte sich Johnson mit neuer persönlicher Bestleistung von 43,39 s dem „Jahrhundertweltrekord“ seines Landsmannes Harry „Butch“ Reynolds auf eine Zehntelsekunde an.
Das Jahr 1996 war das erfolgreichste in Johnsons Karriere. Bereits bei den US-Meisterschaften, die wie die kurze Zeit später stattfindenden Olympischen Spiele ebenfalls in Atlanta abgehalten wurden, lief Johnson über 400 Meter in 43,44 s seine bis dato zweitschnellste Zeit überhaupt. Drei Tage später stellte er seine überragende Verfassung auch über der halben Strecke unter Beweis und unterbot, bei Außentemperaturen um die 42 Grad Celsius, mit 19,66 s den 17 Jahre alten Weltrekord des Italieners Pietro Mennea um sechs Hundertstelsekunden.
Doch wie schon vier Jahre zuvor verlor Michael Johnson auch diesmal über 200 Meter gegen seinen Dauerrivalen Frank Fredericks, als beide Anfang Juli in Oslo das erste Mal in diesem Jahr aufeinandertrafen. Doch nur drei Tage später konnte Johnson in Stockholm erfolgreich Revanche nehmen.
Einen knappen Monat später gewann Johnson bei den Olympischen Spielen in Atlanta die Goldmedaillen über beide Strecken. Verfehlte er über 400 Meter seine persönliche Bestzeit knapp um eine Zehntelsekunde, steigerte er drei Tage später über 200 Meter seinen eigenen Weltrekord um mehr als drei Zehntelsekunden auf 19,32 s. Für diese beiden Leistungen wurde Johnson unter anderem mit der Sportler des Jahres-Auszeichnung von Associated Press geehrt.
Da Johnson bei seinem Weltrekordlauf über 200 Meter mit einer höheren Durchschnittsgeschwindigkeit lief als der damalige Olympiasieger über 100 Meter Donovan Bailey (CAN), kam die Frage auf, wer von beiden als „der schnellste Mann der Welt“ anzusehen sei. Aus diesem Grund wurde am 1. Juni 1997 in Rogers Centre in Toronto ein exklusives Rennen zwischen beiden über die selten gelaufene 150-Meter-Strecke ausgetragen (siehe unten). Donovan Bailey führte von Anfang an und gewann, während Michael Johnson nach gut der Hälfte der Strecke verletzt aufgeben musste. Im selben Jahr wurde Johnson von der französischen Sportzeitung L’Équipe zum Weltsportler des Jahres gewählt.
So sehr die Niederlage gegen Bailey auch schmerzte, das eigentliche Drama war die Verletzung, die sich schließlich als Oberschenkelzerrung herausstellte und einen Start bei den kommenden Weltmeisterschaften in Athen in Frage stellte. Johnson, der sich seit Atlanta vorrangig auf die 400 Meter konzentrierte, musste daraufhin tatsächlich auf die Ausscheidungskämpfe verzichten und durfte nur durch eine Wildcard durch den Weltverband an den Welttitelkämpfen teilnehmen. Anders als in den Jahren zuvor galt er diesmal nicht als der alleinige Favorit. Nicht zuletzt auch deshalb, da er Ende Juni in Paris ein Rennen mit indiskutablen 45,76 s nur auf Platz 5 abschloss und somit erstmals seit acht Jahren einen wichtigen Wettkampf über die 400 Meter nicht gewinnen konnte. Dennoch gewann Johnson in Athen seine dritte Goldmedaille über die Stadionrunde mit für seine Verhältnisse mäßigen 44,12 s. Dies blieb aber seine einzige Medaille, da er aufgrund seines Startverzichts bei den Trials für die Staffel nicht berücksichtigt wurde.
Ein Jahr später konnte Johnson bei den Goodwill Games im New Yorker Vorort Hempstead als Schlussläufer mit der US-Staffel wiederholt einen Weltrekord über die 4-mal-400 Meter markieren. Die dabei erzielte Zeit von 2:54,20 min war bis zum Jahr 2008 Weltrekord. Im Sommer 2008 wurde dieser Weltrekord jedoch aufgrund mehrerer Dopingfälle in der Weltrekord-Staffel – außer Johnson wurden alle des Dopings überführt – aberkannt. Gültiger Weltrekord sind nun wiederum die 2:54,29 min von den Weltmeisterschaften 1993 in Stuttgart.
Bei den Weltmeisterschaften 1999 in Sevilla gewann Michael Johnson erneut den WM-Titel über 400 Meter. Mit dem Gewinn seiner mittlerweile achten Goldmedaille gelang ihm nach mehreren Anläufen zudem, den elf Jahre von seinem Landsmann Harry Reynolds gehaltenen Weltrekord in seinen Besitz zu bringen. Mit einer Zeit von 43,18 s blieb er dabei elf Hundertstelsekunden unter der alten Bestmarke.

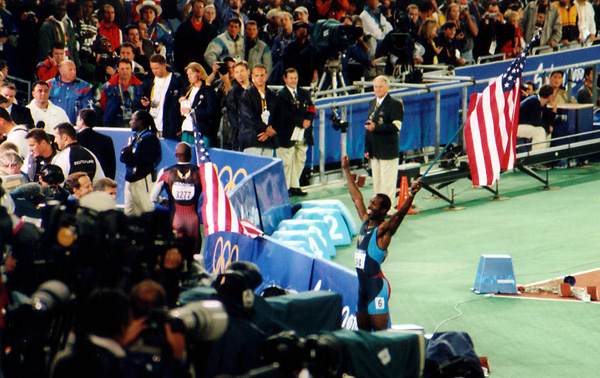
Johnson nach seinem Sieg in Sydney (2000)

Ein Jahr später gewann Johnson, wie schon bei den Weltmeisterschaften ein Jahr zuvor in Sevilla, bei den Olympischen Spielen 2000 in Sydney die Goldmedaille über 400 Meter. Ursprünglich gewann er auch Gold mit der Staffel, diese Medaille wurde ihm jedoch 2008 wegen der Dopingaffäre um Antonio Pettigrew aberkannt. Der Auftritt in Sydney war Johnsons letzte internationale Meisterschaften. Im darauffolgenden Jahr gab er seinen Rücktritt bekannt, ohne an den Weltmeisterschaften 2001 in Edmonton teilgenommen zu haben.
Michael Johnson gewann im Laufe seiner Sportkarriere viermal olympisches Gold. Mit insgesamt acht WM-Titeln, davon sechs in Einzeldisziplinen, hat Michael Johnson außerdem seinen Landsmann Carl Lewis als erfolgreichsten Medaillensammler bei Leichtathletik-Weltmeisterschaften abgelöst. Er profitierte dabei von der Neuregelung der IAAF, ab 1993 den Austragungsturnus der Weltmeisterschaften auf zwei Jahre zu halbieren.

### Schnellster Mann der Welt?
Bei seinem spektakulären Weltrekord von Atlanta 1996 lief Johnson die 200 Meter in 19,32 Sekunden, was rechnerisch zwei 100-Meter-Zeiten von je 9,66 s entspricht. Diese 100-Meter-Zeit lag deutlich unter dem damaligen 100-Meter-Weltrekord des Kanadiers Donovan Bailey (9,84 s). Wegen seiner höheren Durchschnittsgeschwindigkeit von 37,267 km/h wurde Johnson von vielen vorwiegend einheimischen Medien zum „schnellsten Mann der Welt“ erkoren. Im 200-Meter-Lauf werden die zweiten einhundert Meter allerdings mit fliegendem Start zurückgelegt, was dem 200-Meter-Läufer einen deutlichen Vorteil verschafft. Zum Beispiel hatte Pietro Mennea bei seinem Rekordlauf 1979 in Mexiko-Stadt 19,72 Sekunden gebraucht, entsprechend zwei 100-Meter-Zeiten von je 9,86 s. Diese Zeit wurde auf der 100-Meter-Strecke erst zwölf Jahre später von Carl Lewis erreicht. Jedoch galt in der Leichtathletik seit jeher der 100-Meter-Weltrekordler als der schnellste Mann der Welt, da auf der kurzen Sprintdistanz die höchsten Spitzengeschwindigkeiten erzielt werden. Auch Donovan Bailey nahm den Rang als schnellster Mann für sich in Anspruch, da er nicht nur den Weltrekord innehatte, sondern auch amtierender Olympiasieger und Weltmeister über die 100 Meter war. Die Frage, ob eher der Langsprinter Michael Johnson als schnellster Mann der Welt gelten sollte, führte zu einer erbitterten Rivalität zwischen den beiden Athleten.
Schließlich wurde für den Sommer 1997 ein Duell zwischen beiden Stars festgelegt, das die Frage nach dem „schnellsten Mann“ eindeutig klären sollte. Die Renndistanz wurde auf 150 Meter festgelegt, als Kompromiss zwischen den unterschiedlichen Spezialstrecken der Konkurrenten. Neben dem Laufduell waren auch weitere Vergleiche zwischen bekannten Vertretern der Leichtathletik geplant, so z. B. im Weitsprung zwischen Heike Drechsler und Jackie Joyner-Kersee. Seit Bekanntgabe des Vorhabens wurde der sportliche Sinn wiederholt in Frage gestellt. Manche sprachen von einer „Zirkusveranstaltung“. Viele Beobachter sahen das Hauptmotiv darin, die US-Leichtathletik für Sponsoren wieder attraktiver zu gestalten. Spätestens Mitte der 1990er Jahre hatten die US-Amerikaner im kurzen Sprintbereich ihre Vorherrschaft abgeben müssen. Nachdem Carl Lewis als eine der letzten großen Galionsfiguren von der Wettkampfbühne abgetreten war, sollte Michael Johnson zum neuen Superstar aufgebaut werden. Am 1. Juni 1997 wurde die One-to-one Challenge of Champions schließlich im Skydome von Toronto ausgetragen. Mehr als 60 Länder hatten TV-Rechte gekauft.
Der Höhepunkt war das Duell über die 150 Meter unter dem Motto The world’s fastest man. Donovan Bailey gewann mit einer Zeit von 14,99 s und sicherte sich die Siegprämie von 1,5 Millionen Dollar. Michael Johnson lag nach schwachem Start von Anfang an deutlich zurück und gab zur Mitte des Rennens auf. Die Frage drängte sich auf, ob er mit seiner Aufgabe nur vermeiden wollte, als Verlierer ins Ziel zu kommen. Seine Begründung einer Muskelzerrung im Oberschenkel wurde von Bailey nur mit Hohn und Spott bedacht, was einen weiteren Schatten auf die Veranstaltung warf. Bailey entschuldigte sich am nächsten Tag für seine verbalen Entgleisungen.

## Laufstil

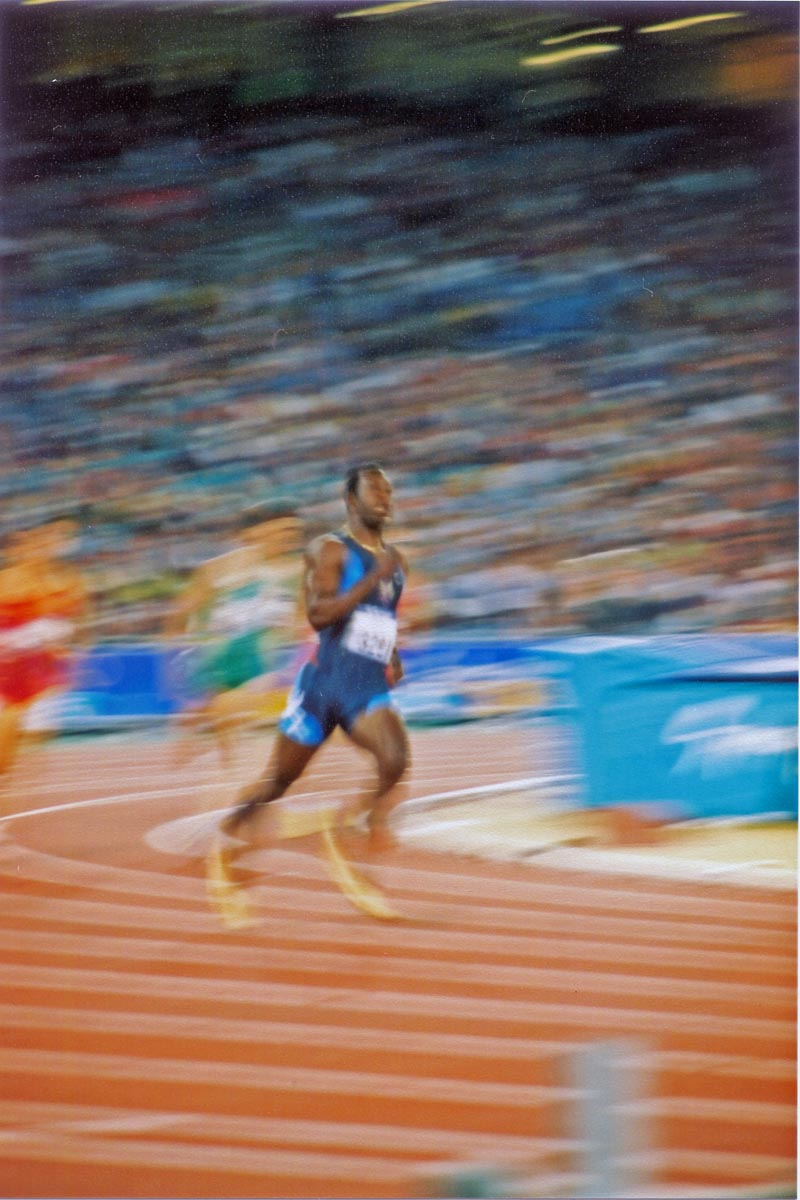
Johnson in Sydney (2000)

Als Markenzeichen Johnsons galt der ungewöhnliche Laufstil. Er bestritt seine Rennen mit aufrechtem Oberkörper und einer hohen Schrittfrequenz. Nach Meinung vieler Experten stellte dies eine besonders ökonomische Art zu laufen dar und dürfte ein wesentlicher Grund für seine Schnelligkeit gewesen sein. Der Laufstil mit aufrechtem, fast schon steifem Oberkörper wurde gelegentlich mit der Formulierung beschrieben, man habe den Eindruck, dass Johnson einen Besenstiel verschluckt habe.

## Dopinggerüchte
Die Weltrekorde von Johnson lösten bei vielen Beobachtern Skepsis aus. Obwohl Johnson während seiner Karriere nie positiv auf verbotene Substanzen getestet wurde und ihm keine Kontakte zu verdächtigten Trainern bzw. Ärzten nachgewiesen werden konnten, hielten sich Dopinggerüchte.
Eine Ursache war, dass Johnson bei öffentlichen Auftritten direkten Fragen nach der Doping-Problematik konsequent auswich. Zu einem Eklat kam es während der Weltmeisterschaften 2001 in Edmonton bei einer vom Sportartikel-Hersteller Nike veranstalteten Pressekonferenz. Nike und Michael Johnson, der als Co-Moderator fungierte, ließen Fragen zum Thema Doping nicht zu, entsprechende Fragen von Journalisten wurden abgewürgt, und von Nike ausgestattete Athleten durften sich zu dem Thema nicht äußern.
Nur bei vereinzelten Statements verurteilte Johnson das Doping. Er sprach sich wiederholt auch für harte Strafen gegen die mitverantwortlichen Trainer aus.

## Statistiken

### Weltrekorde
Michael Johnson erreichte über 200 Meter und 400 Meter sowie mit der 4-mal-400-Meter-Staffel Weltrekorde, wovon der Staffel-Weltrekord noch heute Bestand hat.
| Disziplin               | Zeit        | Datum         | Ort                                  |
| 200 Meter               | 19,66 s     | 23. Juni 1996 | Atlanta (US-Meisterschaften)         |
| 200 Meter               | 19,32 s     | 1. Aug. 1996  | Atlanta (XXVI. Olympische Spiele)    |
| 400 Meter               | 43,18 s     | 26. Aug. 1999 | Sevilla (Weltmeisterschaften 1999)   |
| 4-mal-400-Meter-Staffel | 2:55,74 min | 8. Aug. 1992  | Barcelona (XXV. Olympische Spiele)   |
| 4-mal-400-Meter-Staffel | 2:54,29 min | 22. Aug. 1993 | Stuttgart (Weltmeisterschaften 1993) |

Der mit der 4-mal-400-Meter-Staffel am 22. Juli 1998 bei den Goodwill Games erzielte Weltrekord wurde am 12. August 2008 annulliert, nachdem der Teilnehmer Antonio Pettigrew die Einnahme von Wachstumshormonen und EPO zugegeben hatte.

### Bestleistungen
| Datum           | Disziplin | Ort                   | Zeit  |
| --------------- | --------- | --------------------- | ----- |
| 16. Juni 1994   | 100 Meter | Knoxville (Tennessee) | 10,09 |
| 1. August 1996  | 200 Meter | Atlanta               | 19,32 |
| 24. März 2000   | 300 Meter | Pretoria (Südafrika)  | 30,85 |
| 26. August 1999 | 400 Meter | Sevilla               | 43,18 |

### 200-Meter-Zeiten unter 20 Sekunden
| Zeit    | Wind | Datum         | Ort         |
| 19,32   | 0,4  | 1. Aug. 1996  | Atlanta     |
| 19,66   | 1,7  | 23. Juni 1996 | Atlanta     |
| 19,71 A | 1,8  | 18. März 2000 | Pietersburg |
| 19,77   | 0,6  | 8. Juli 1996  | Stockholm   |
| 19,79   | 1,0  | 28. Juni 1992 | New Orleans |
| 19,79   | 0,5  | 11. Aug. 1995 | Göteborg    |
| 19,83   | 1,7  | 18. Mai 1996  | Atlanta     |
| 19,85   | 0,4  | 6. Juli 1990  | Edinburgh   |
| 19,85   | 1,1  | 5. Juli 1996  | Oslo        |
| 19,88 A | 1,5  | 8. Aug. 1990  | Sestriere   |
| 19,88   | −0,9 | 20. Sep. 1991 | Barcelona   |
| 19,89   | 1,0  | 13. Sep. 1991 | Brüssel     |
| 19,89   | 0,3  | 22. Juli 2000 | Sacramento  |
| 19,90   | 0,3  | 16. Juni 1990 | Norwalk     |
| 19,91   | 1,9  | 13. Juli 1992 | Salamanca   |
| 19,91   | 0,0  | 9. Juni 2000  | Sevilla     |
| 19,93   | −0,3 | 9. Sep. 1995  | Monaco      |
| 19,93   | 0,8  | 7. Juli 1999  | Rom         |
| 19,93   | 0,4  | 3. Sep. 1999  | Brüssel     |
| 19,94   | 1,4  | 15. Sep. 1991 | Sheffield   |
| 19,94   | 0,0  | 2. Aug. 1994  | Monaco      |
| 19,98   | −0,4 | 6. Sep. 1991  | Rieti       |
| 19,98   | 0,3  | 22. Mai 1992  | Houston     |

A = Leistung in großer Höhe erzielt.
| Rang                     | Leichtathlet      | Anzahl |
| ------------------------ | ----------------- | ------ |
| 1.                       | Michael Johnson   | 22     |
| 2.                       | Kirani James      | 10     |
| 3                        | Jeremy Wariner    | 9      |
| 3                        | LaShawn Merritt   | 9      |
| 5.                       | Wayde van Niekerk | 6      |
| 5.                       | Steven Gardiner   | 6      |
| 7.                       | Harry Reynolds    | 4      |
| 7.                       | Quincy Watts      | 4      |
| 7.                       | Isaac Makwala     | 4      |
| 7.                       | Michael Norman    | 4      |
| 7.                       | Muzala Samukonga  | 4      |
| Stand: 8. September 2024 |                   |        |

### 400-Meter-Zeiten unter 44 Sekunden
| Zeit  | Datum         | Ort                  |
| 43,18 | 26. Aug. 1999 | Sevilla              |
| 43,39 | 9. Aug. 1995  | Göteborg             |
| 43,44 | 19. Juni 1996 | Atlanta              |
| 43,49 | 29. Juli 1996 | Atlanta              |
| 43,65 | 17. Aug. 1993 | Stuttgart            |
| 43,66 | 16. Juni 1995 | Sacramento           |
| 43,66 | 3. Juli 1996  | Lausanne             |
| 43,68 | 12. Aug. 1998 | Zürich               |
| 43,68 | 16. Juli 2000 | Sacramento           |
| 43,74 | 19. Juni 1993 | Eugene               |
| 43,75 | 19. Apr. 1997 | Waco                 |
| 43,76 | 21. Juli 1998 | Hempstead (New York) |
| 43,84 | 25. Sep. 2000 | Sydney               |
| 43,86 | 21. Juli 1995 | Oslo                 |
| 43,88 | 16. Aug. 1995 | Zürich               |
| 43,90 | 6. Sep. 1994  | Madrid               |
| 43,92 | 2. Juli 1999  | Lausanne             |
| 43,92 | 24. Juni 2000 | Eugene               |
| 43,94 | 27. Aug. 1993 | Berlin               |
| 43,95 | 24. Aug. 1999 | Sevilla              |
| 43,96 | 8. Aug. 1998  | Monaco               |
| 43,98 | 10. Juli 1992 | London               |

## Auszeichnungen
- 1996: Weltsportler des Jahres (La Gazzetta dello Sport)
- 2004: Aufnahme in die United States Track and Field Hall of Fame
- 2012: Aufnahme in die IAAF Hall of Fame

## Leben
Nach seinem Rücktritt arbeitet Johnson als Trainer. Am 31. August 2018 erlitt er während eines Trainings einen Schlaganfall, von dessen Folgen er sich, nach eigener Aussage, vollständig erholte.